# Paul Sakmann
Paul Sakmann (* 25. Oktober 1864 in Stuttgart; † 23. November 1936 ebenda) war ein deutscher Theologe und Politiker. Er war Abgeordneter des Württembergischen Landtages (1919–1920).

## Leben
Als Sohn eines Lehrers und Leiters einer Blindenanstalt geboren, studierte Sakmann nach dem Besuch des Gymnasiums in Stuttgart und der Evangelischen Seminare in Schöntal und Urach Philosophie und Evangelische Theologie in Tübingen. Während seines Studiums wurde er 1883 Mitglied der Verbindung Normannia Tübingen (seit 1934 Burschenschaft Normannia Tübingen). 1889 wurde er in Tübingen zum Dr. phil. promoviert. 1887 war er bis 1888 Vikar in Plochingen, dann bis 1890 Stadtvikar in Stuttgart. 1891 legte er sein zweites Theologisches Examen ab, besuchte das Lehrerseminar in Esslingen und studierte von 1891 bis 1895 Mathematik, Englisch und Französisch in Tübingen. 1896 wurde er Hauptlehrer an der Realschule in Ravensburg, dann bis 1900 Hauptlehrer am Gymnasium in Ulm, bevor er bis 1927 als Professor und Studienrat für neuere Sprachen am Eberhard-Ludwigs-Gymnasium Stuttgart unterrichtete. Am Ersten Weltkrieg nahm er 1914 bis 1916 als Kriegsfreiwilliger teil. 1927 trat er in den Ruhestand und habilitierte sich an der TH Stuttgart und hielt 1928 als Honorarprofessor seine Antrittsvorlesung. Er war bis 1933 auch Dozent an der Volkshochschule Stuttgart und von 1931 bis 1933 Lehrer an einem Gymnasium in Stuttgart. 
Von 1919 bis 1921 war Sakmann Mitglied der SPD, für die er 1919 und 1920 Abgeordneter des Württembergischen Landtages war. 1919 war er Mitglied der Evangelischen Landeskirchenversammlung. Er war Vorsitzender des Württembergischen Vereins für neuere Sprachen.

## Veröffentlichungen (Auswahl)
- Bernard de Mandeville und die Bienenfabel-Controverse. Eine Episode in der Geschichte der englischen Aufklärung. Freiburg i. B., Leipzig, Tübingen 1897.
- Eine ungedruckte Voltaire-Correspondenz. Stuttgart 1899.
- Voltaire's Geistesart und Gedankenwelt. Stuttgart 1910.
- Der Intellektualismus und seine Gegner. Hamburg 1922.
- Jean-Jacques Rousseau. Berlin 1913. 2. Auflage 1923.
- Ralph Waldo Emerson's Geisteswelt nach den Werken und Tagebüchern. Habilitation TH Stuttgart 1927.
- Philosophische Denkschule für den Unterricht an höheren Lehranstalten. Leipzig 1929. 2. Auflage 1930.

## Ehrungen
1929: Literaturpreis des Württembergischen Goethebundes für seine Habilitationsschrift